# Grzegorz Łubczyk
Grzegorz Stanisław Łubczyk (ur. 17 lutego 1946 w Sulejowie) – polski dziennikarz, działacz społeczny i dyplomata, w latach 1997–2001 ambasador RP na Węgrzech.

## Życiorys
Ukończył studia magisterskie z dziedziny polonistyki (1969) i podyplomowe dziennikarstwa (1971) na Uniwersytecie Warszawskim. Pracował jako korespondent w „Sztandarze Młodych” oraz „Życiu Warszawy” (sekretarz redakcji, 1986–1993). Wieloletni korespondent na Węgrzech (1980–1986, 1993–1997). Od 1997 do 2001 pełnił misję ambasadora na Węgrzech. W 2002 objął obowiązki wiceprezesa Fundacji Pomoc Polakom na Wschodzie. Jest autorem licznych publikacji (książkowych i prasowych) na temat historii Węgier i relacji polsko-węgierskich.
Odznaczony Krzyżem Małym (1992) oraz Krzyżem Średnim (2001) Orderu Zasługi Republiki Węgierskiej z Gwiazdą. Honorowy obywatel miasta Vámosmikola. Laureat Nagrody im. Witolda Hulewicza za rok 2020. 
Reżyser filmu Węgierskie serce (2012). 
Żonaty z Krystyną Łubczyk, autorką i współautorką publikacji poświęconych stosunkom polsko-węgierskim.

## Wybrane publikacje
- Grzeogorz Łubczyk, Bogdan Szczygieł, Plątaniną afrykańskich dróg, Krajowa Agencja Wydawnicza, Kraków 1984
- Węgierski czyściec: szkice do portretu młodych Węgrów, Młodzieżowa Agencja Wydawnicza, Warszawa 1988
- Wielogłos węgierski: zapiski z rozmów (1977-1993), Wydawnictwo "Pogranicze", Warszawa 1994
- Polski Wallenberg: rzecz o Henryku Sławiku, Oficyna Wydawnicza Rytm, Warszawa 2003.
- Grzegorz Łubczyk, Marek Maldis, 13 lat, 13 minut. 13 év, 13 perc, Oficyna Wydawnicza Rytm, Warszawa 2006
- Henryk Sławik: wielki zapomniany bohater Trzech Narodów, Oficyna Wydawnicza Rytm, Warszawa 2008.
- Krystyna i Grzegorz Łubczykowie, Pamięć. Polscy uchodźcy na Węgrzech 1939-1946/Emlekezes. Lengyel menekultek Magyarorszagon 1939-1946, Oficyna Wydawnicza Rytm, Warszawa 2009